# Резолуција Савета Европе 1481/2006
Резолуција Савета Европе 1481 (2006) о потреби међународне осуде злочина тоталитарних комунистичких режима (енгл. Resolution 1481 (2006) Need for international condemnation of crimes of totalitarian communist regimes) усвојен 25. јануара 2006. у Стразбуру од стране парламентарне скупштине у Савета Европе снажно осуђује злочине комунистичке власти. Мали број присутних посланика су осудили злочине, али су одбацили препоруке владама како то учинити.

## Текст резолуције
Укупно 14 тачака резолуције говори о тоталитаним комунистичким режимима који су кршили људска права и жаљењу што комунистички лидери нису одговарали на суду као што су то одговарали нацисти 1945. године. Такође парламент у резолуцији жали што су на власти у неким земљама још увек комунистичке партије које нису изразиле жаљење због својих злочина и такође по речима резолуције жали што становници бивших комунистичких режима нису свесни њихових злочина.

## Резултати гласања за резолуцију
У складу са таквом дефиницијом резолуције и временом када је она дата на гласање, самом гласању није приступило ни 50% посланика у парламенту.
Резултат гласања је био следећи:
- 99 посланика је гласало у корист резолуције 1481
- 42 посланика су гласала против резолуције 1481
- 12 посланика се уздржало од гласања.
- 164 посланика нису приступила гласању.